# 27 januari
27 januari is de 27ste dag van het jaar in de gregoriaanse kalender. Hierna volgen nog 338 dagen (339 dagen in een schrikkeljaar) tot het einde van het jaar.

## Gebeurtenissen
- Algemeen
  - 447 - De Muren van Constantinopel (Istanboel) worden door een aardbeving getroffen.
  - 1606 - Het proces tegen Guy Fawkes begint, beoogd aanslagpleger van het buskruitverraad.
  - 1942 - Laagste minimumtemperatuur in Nederland ooit gemeten (-27,4 °C), te Winterswijk.[1]
  - 1999 - De parlementaire enquêtecommissie die de Bijlmerramp onderzoekt, begint aan de verhoren.
  - 2001 - Aardbeving in de Indiase deelstaat Gujarat: ongeveer 20.000 doden en 167.000 gewonden.
  - 2007 - Het Woordenboek der Nederlandsche Taal (WNT) is met ingang van vandaag op het internet te raadplegen, de toegang is gratis. Het is het grootste woordenboek van het Nederlands.
  - 2010 - Door een gasexplosie stort in Luik een appartementsgebouw in. De balans is 14 doden en meer dan 20 gewonden.
  - 2010 - In Roemenië loopt het dodental vanwege de extreme kou op tot 44. De temperaturen zijn gedaald tot 35 graden onder nul, net boven het record.
  - 2013 - Bij een brand in een nachtclub in de Braziliaanse stad Santa Maria komen meer dan 230 mensen om het leven en raken er tweehonderd gewond.
- Infrastructuur
  - 1981 - Een scheepsramp bij Java eist 443 doden.
- Kunst en cultuur
  - 1866 - De opera Zaide van componist W.A. Mozart gaat in première in Frankfurt.
  - 1813 - De opera Il Signor Bruschino van componist Gioacchino Rossini gaat in première in het Teatro San Moisè in Venetië.
  - 1999 - Eerste Gedichtendag in Nederland en Vlaanderen.
  - 2000 - Nederlandse poëzielezers kiezen Gerrit Komrij tot de eerste Dichter des Vaderlands.
  - 2010 - Eerste winnaar van de Turing Nationale Gedichtenwedstrijd wordt bekendgemaakt. Het is de Leidse muziekdocent, componist en schrijver Gerwin van der Werf met zijn gedicht Misbruik.
- Media
  - 2024 - De Bankzitters winnen twee NPO Zapp awards (Favoriete Track NL en Favoriete Online Serie) bij het gala van de jeugdprijzen met als presentatoren Klaas van Kruistum en Britt Dekker. Bankzitter Matthy is Favoriete Ster Online. Andere winnaars zijn: Bon Bini: Bangkok Nights (Favoriete Jeugdfilm NL), Bureau Rotterdam (Favoriete Familieprogramma), Freek Vonk (Favoriete Ster Jeugdprogramma), De Wensenclub[2] (Lief Gebaar Award) en Bommetje! (Favoriete Jeugdprogramma).[3]
  - 2024 - De winnaars van de Vlaamse mediaprijzen, de Kastaars!, zijn Fien Germijns (Mediapersoonlijkheid), Down The Road (Televisieprogramma), Knokke Off (Fictiereeks), Boris (Nieuwkomer), Sven & Anke van radiozender JOE (Radioprogramma), Nerdland Maandoverzicht (Podcast) en Elisabeth Lucie Baeten (Online persoonlijkheid). Naast deze publieksprijzen zijn de juryprijzen voor Aaron Blommaert (Doorbraak van het jaar), Koen Wauters (carrièreprijs) en Godvergeten, uitgezonden door VRT CANVAS (impactprijs).[4]
- Oorlog
  - 1915 - De Verenigde Staten bezetten Haïti.
  - 1918 - De Finse Burgeroorlog breekt uit.
  - 1943 - De stad Wilhelmshaven is het slachtoffer van het eerste Amerikaanse bombardement op Duitsland.
  - 1944 - Na twee jaar wordt het beleg van Leningrad opgeheven.
  - 1945 - Het Rode Leger bevrijdt het inmiddels grotendeels verlaten concentratiekamp Auschwitz.
  - 1945 - Einde van het Ardennenoffensief.
  - 1973 - Akkoorden van Parijs, die het einde van de Vietnamoorlog aankondigden.
  - 1989 - De Twee van Breda, de overgebleven oorlogsmisdadigers Franz Fischer en Ferdinand aus der Fünten, worden vrijgelaten.
- Politiek
  - 1957 - De PSP (Pacifistisch Socialistische Partij) wordt opgericht.[5]
  - 1991 - De politieke partij PSP wordt officieel opgeheven; de partij gaat samen met de CPN, EVP en PPR op in GroenLinks.
- Sport
  - 1917 - Coen de Koning wint voor de tweede keer in successie de Elfstedentocht. Hij doet dit in een parcoursrecord van 9 uur en 53 minuten.
  - 1935 - Het Uruguayaans voetbalelftal wint voor de zevende keer de Copa América door in de slotwedstrijd met 3-0 te winnen van Argentinië.
  - 2002 - Jennifer Capriati verlengt haar titel op de Australian Open. In de herhaling van de finale van een jaar eerder verslaat de Amerikaanse tennisster in Melbourne haar Zwitserse collega Martina Hingis: 4-6, 7-6 en 6-2.
  - 2002 - Thomas Rupprath stelt in Berlijn zijn eigen wereldrecord op de 100 meter vlinderslag kortebaan (25 meter) scherper: 50,10.
  - 2013 - De Serviër Novak Đoković wint zijn derde Australian Open op rij. Hij verslaat in de finale de Brit Andy Murray in vier sets: 6-7, 7-6, 6-3 en 6-2.
  - 2013 - Schaatsster Thijsje Oenema scherpt in Salt Lake City haar eigen en één dag oude Nederlands record op de 500 meter (37,38 seconden) aan tot 37,06.
  - 2019 - De Klassieker is dit keer gewonnen door Feyenoord, opvallende uitslag 6-2, met twee doelpunten van Robin van Persie.
  - 2024 - Tennisster Aryna Sabalenka uit Wit-Rusland wint voor de tweede keer op rij de Australian Open door in de finale de Chinese Zheng Qinwen in twee sets te verslaan.[6]
- Wetenschap en technologie
  - 1880 - Thomas Edison ontvangt octrooi (#223898) op de gloeilamp.
  - 1908 - Ontdekking van de Jupitermaan Pasiphae door Philibert Jacques Melotte.
  - 1926 - John Logie Baird geeft de eerste demonstratie van een nieuwe uitvinding: de televisie.
  - 1967 - De Apollo 1 vliegt tijdens een oefening in brand. De drie astronauten (Virgil Grissom, Edward White, en Roger Chaffee) komen om.[7]
  - 2010 - Apple introduceert de iPad-tablet.
  - 2023 - Planetoïde BU 2023 passeert de Aarde op een afstand van ongeveer 3.600 km boven het aardoppervlak.[8][9]

## Geboren

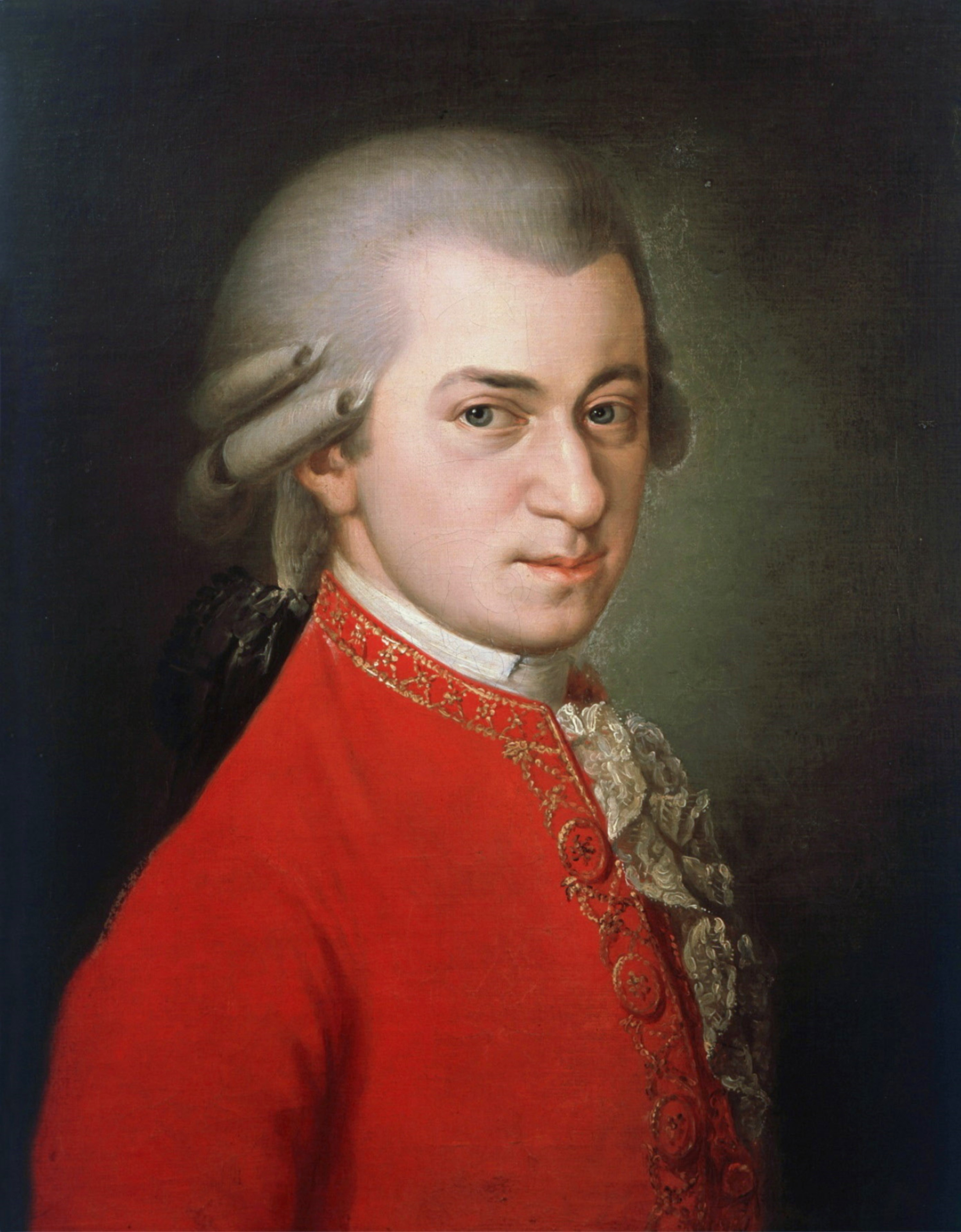
Wolfgang Amadeus Mozart,
geboren in 1756

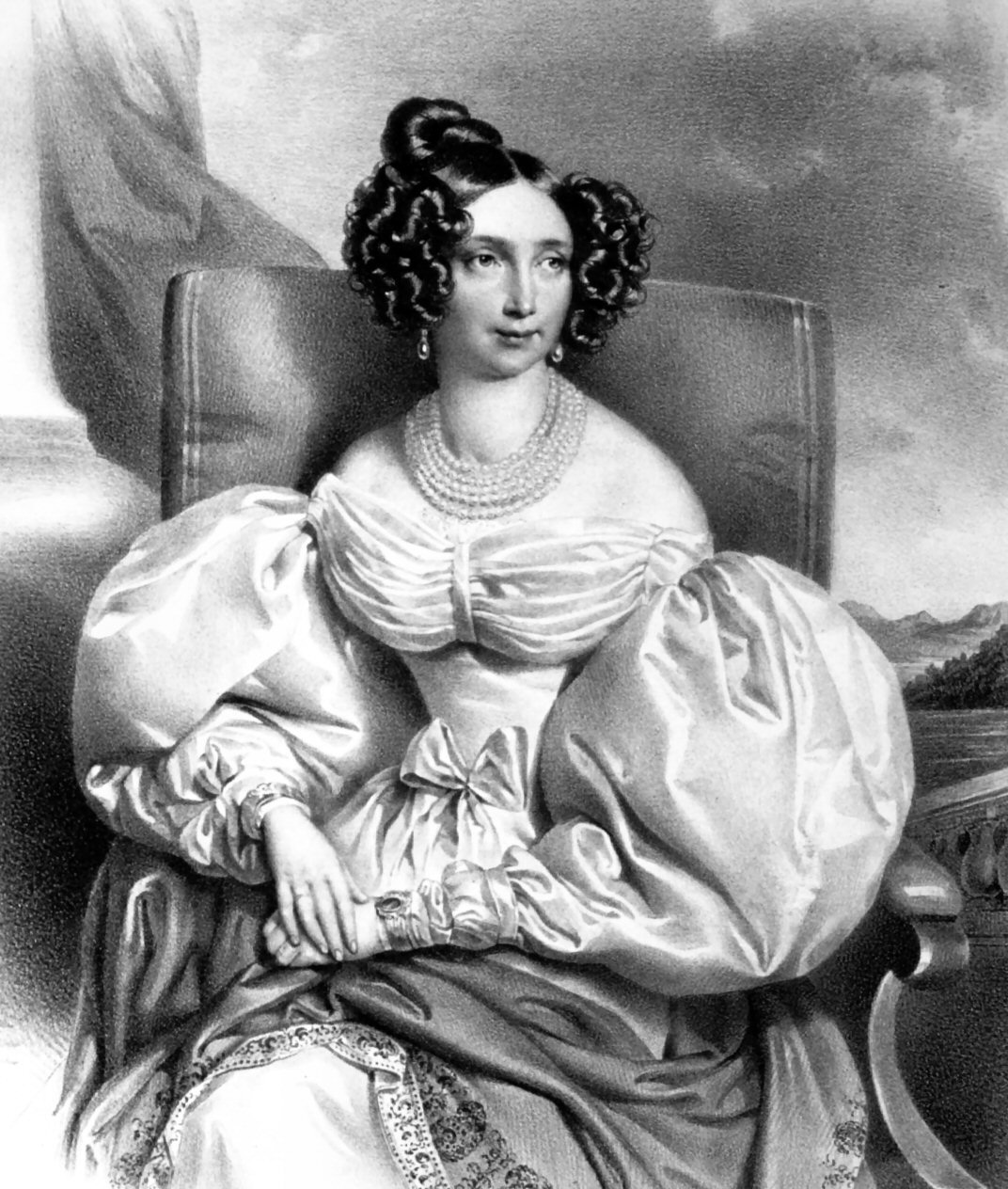
Sophie van Beieren,
geboren in 1805

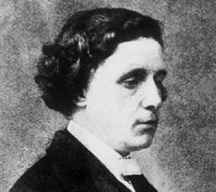
Lewis Carroll,
geboren in 1832

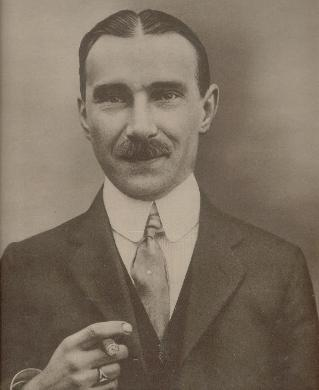
Bok de Korver,
geboren in 1883

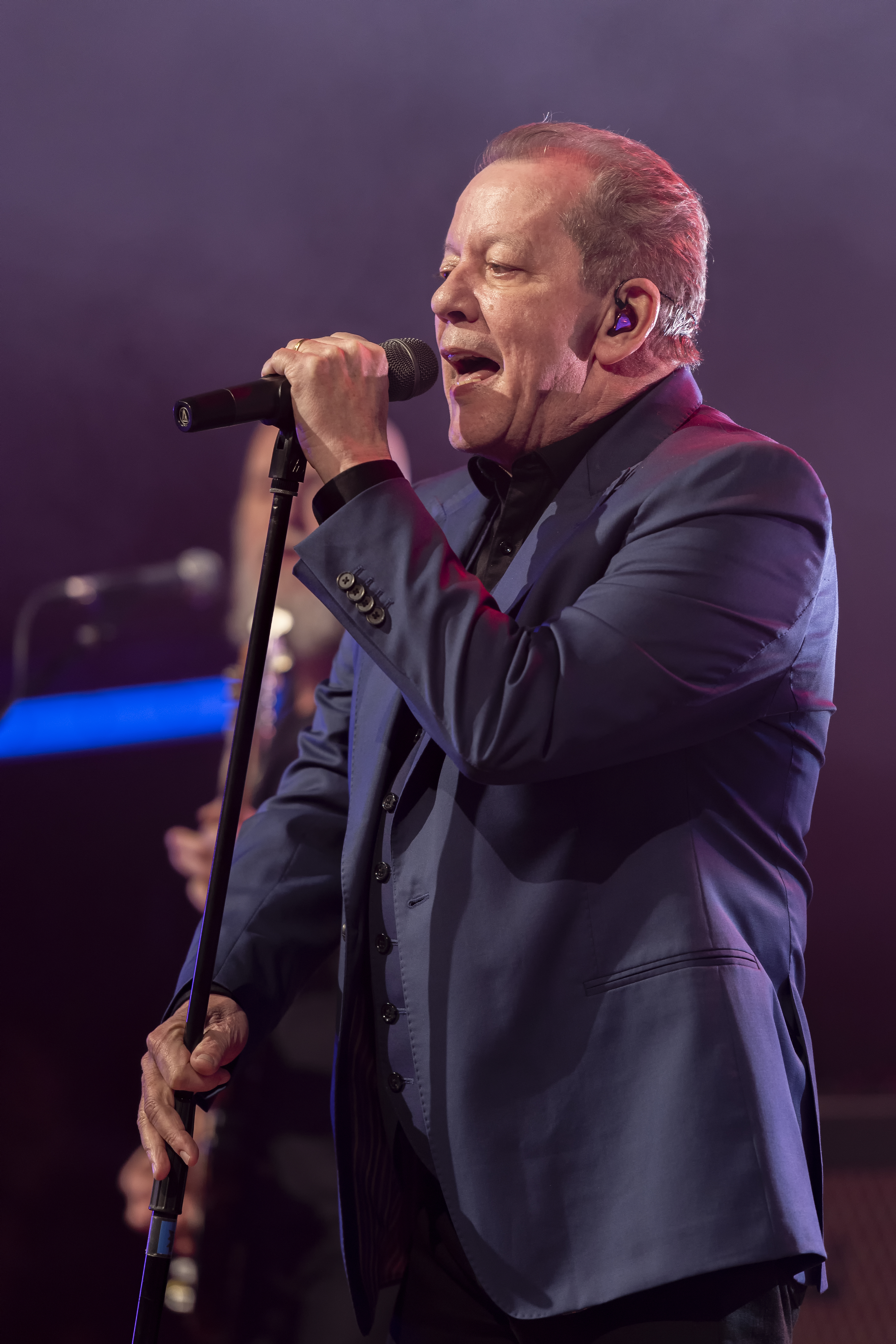
Walter Grootaers,
geboren in 1955

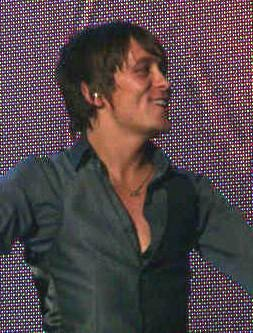
Mark Owen,
geboren in 1972

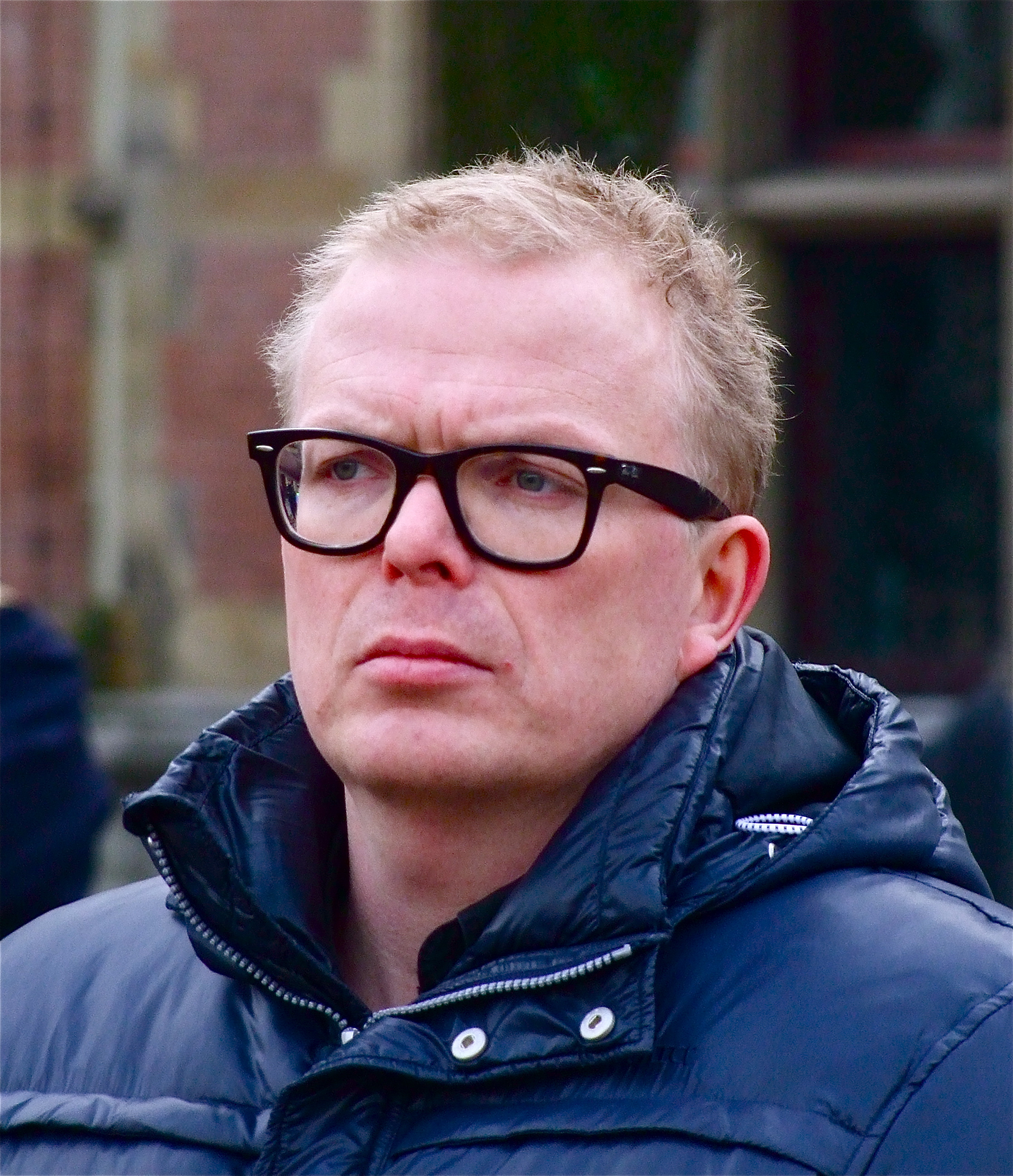
Jan Roos,
geboren in 1977

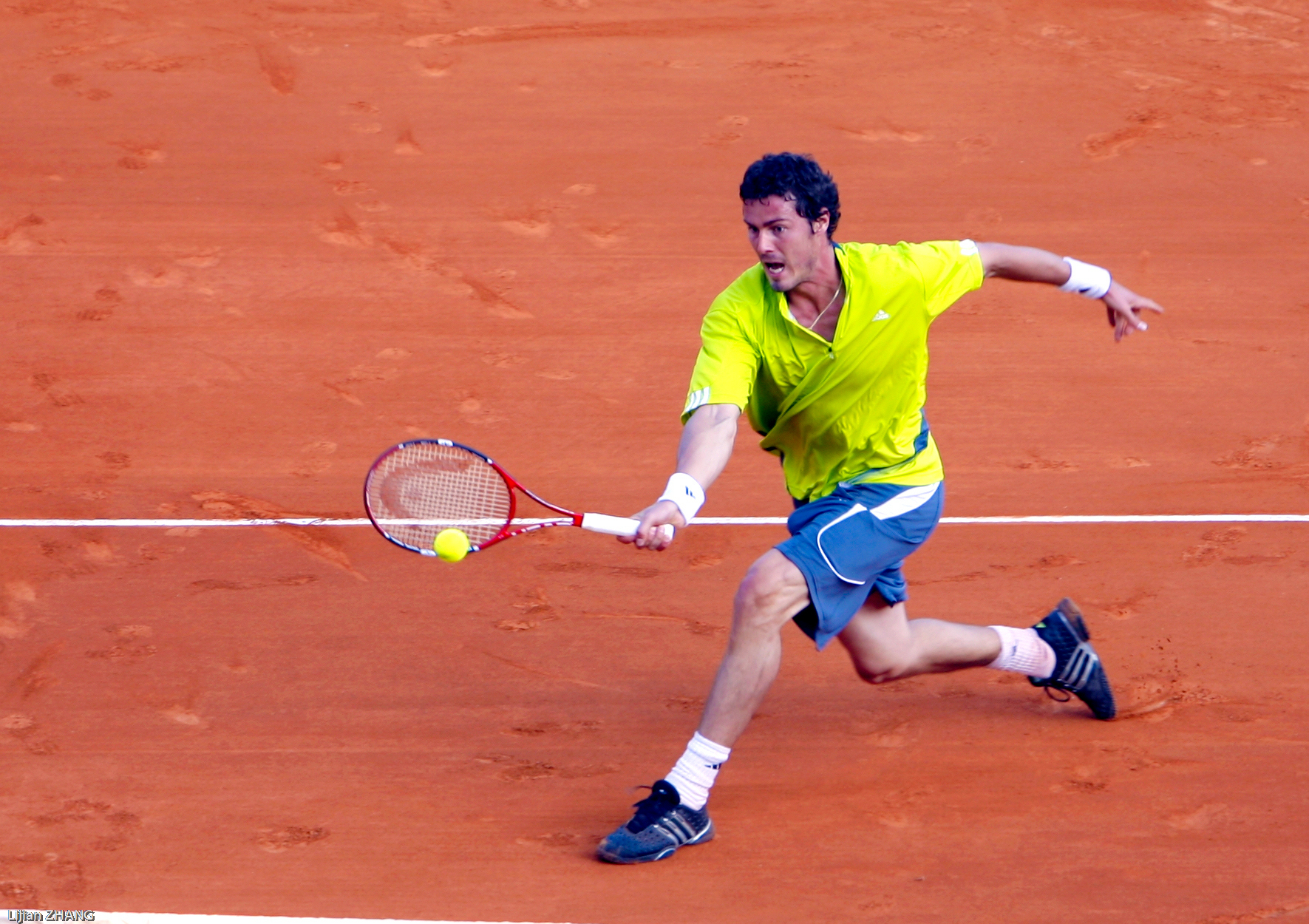
Marat Safin,
geboren in 1980

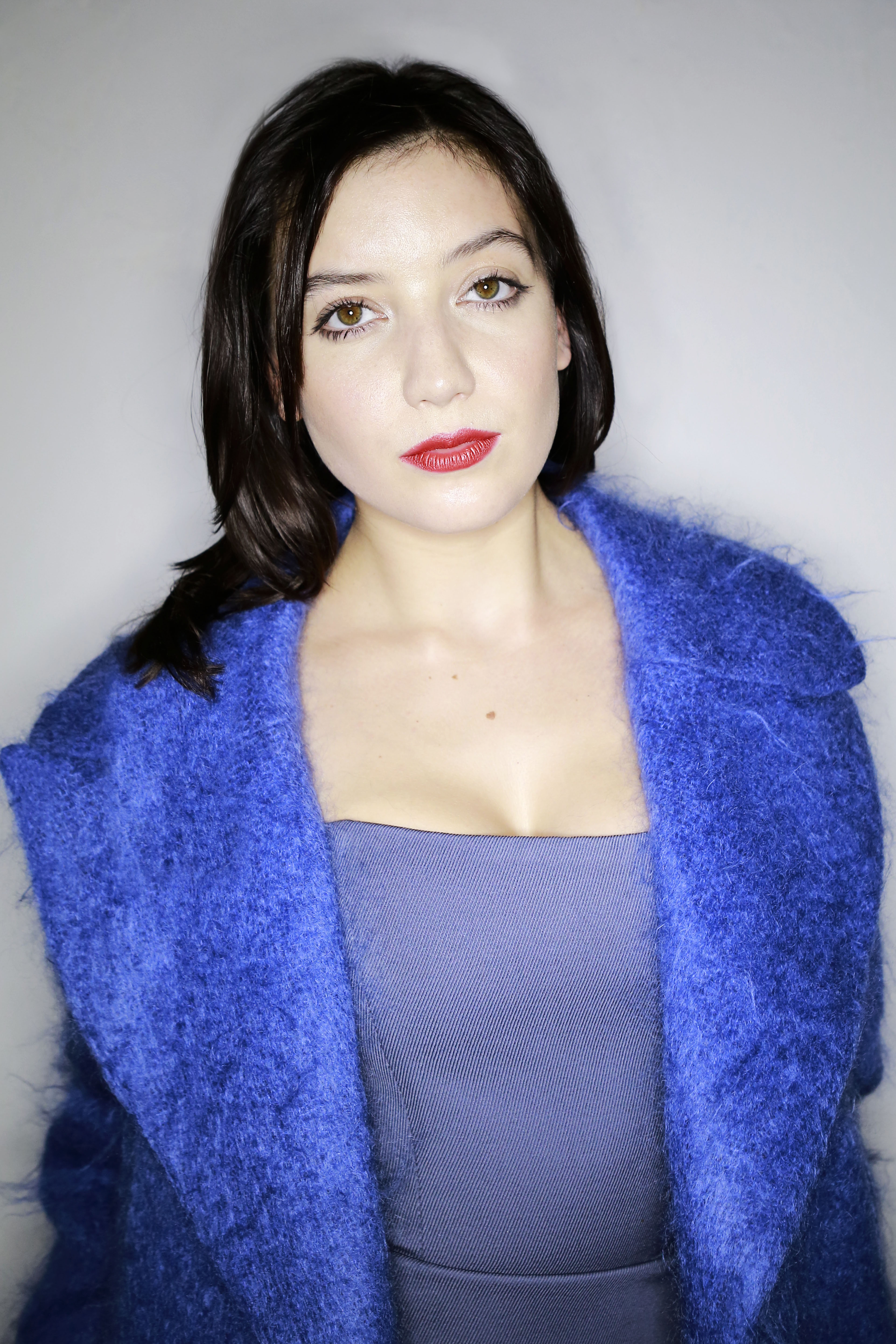
Daisy Lowe,
geboren in 1989

- 1443 - Albrecht van Saksen, Hertog van Saksen, Landgraaf van Thüringen (overleden 1500)
- 1557 - Abbas I van Perzië, sjah van Perzië (overleden 1628)
- 1756 - Wolfgang Amadeus Mozart, Oostenrijks componist (overleden 1791)
- 1765 - Jan Apeldoorn, Nederlands tekenaar en kunstschilder (overleden 1838)
- 1773 - August Frederik van Sussex, een zoon van koning George III van het Verenigd Koninkrijk (overleden 1843)
- 1775 - Friedrich von Schelling, Duits filosoof (overleden 1854)
- 1805 - Sophie van Beieren, aartshertogin van Oostenrijk (overleden 1872)
- 1806 - Juan Crisóstomo de Arriaga, Spaans-Baskische componist en violist (overleden 1826)
- 1814 - Eugène Viollet-le-Duc, Frans architect (overleden 1879)
- 1823 - Édouard Lalo, Franse componist en violist (overleden 1892)
- 1827 - Jozef Israëls, Nederlands schilder (overleden 1911)
- 1832 - Lewis Carroll, Engels auteur (overleden 1898)
- 1832 - Arthur Hughes, Engels kunstschilder en illustrator (overleden 1915)
- 1846 - Adriaan Joseph Sloot, Nederlands jurist (overleden 1911)
- 1850 - John Collier, Engels kunstschilder (overleden 1934)
- 1850 - Marie Fillunger, Oostenrijks zangeres (overleden 1930)
- 1850 - Edward John Smith, Engels zeevaartofficier en kapitein (overleden 1912)
- 1852 - Fulgence Bienvenüe (1852-1936), Frans ingenieur (overleden 1936)
- 1858 - Neel Doff, Nederlands schrijfster (overleden 1942)
- 1859 - Wilhelm II van Duitsland, laatste Duitse keizer (overleden 1941)
- 1867 - Juan Crisostomo Soto, Filipijns dichter (overleden 1918)
- 1883 - Bok de Korver, Nederlands voetballer (overleden 1957)
- 1883 - Charles Henry Purcell, Amerikaans civiel ingenieur (overleden 1951)
- 1885 - Eduard Künneke, Duits opera- en operettecomponist (overleden 1953)
- 1889 - Balthasar van der Pol, Nederlands natuurkundige (overleden 1959)
- 1890 - Gerard de Kruijff, Nederlands ruiter (overleden 1968)
- 1891 - René Wijers, Nederlands politicus (overleden 1973)
- 1893 - Willy Böckl, Oostenrijks kunstschaatser (overleden 1975)
- 1893 - Jean Delarge, Belgisch atleet (overleden 1992)
- 1895 - Lawrence Peyton, Amerikaans acteur (overleden 1918)
- 1900 - Hyman Rickover, Amerikaans admiraal (overleden 1986)
- 1908 - Émile Binet, Belgisch atleet (overleden 1958)
- 1910 - Abe Aaron, Canadees-Amerikaans jazz-klarinettist en -saxofonist (overleden 1970)
- 1910 - Edvard Kardelj, Sloveens politicus en partizaan (overleden 1979)
- 1912 - Arne Næss, Noors filosoof (overleden 2009)
- 1913 - Lodewijk Prins, Nederlands schaker (overleden 1999)
- 1921 - Donna Reed, Amerikaans actrice (overleden 1986)
- 1923 - IJsbrand Hendrik de Zeeuw, Nederlands politicus en burgemeester (overleden 1975)
- 1924 - Rauf Denktaş, Turks-Cypriotisch politicus (overleden 2012)
- 1928 - Hans Modrow, (Oost-)Duits politicus (overleden 2023)
- 1929 - Mohamed Al-Fayed, Egyptisch zakenman (overleden 2023)
- 1929 - Hans Berliner, Amerikaans hoogleraar en schaker (overleden 2017)
- 1929 - Barbara York Main, West-Australische arachnologe (overleden 2019)
- 1930 - Federico Vairo, Argentijns voetballer (overleden 2010)
- 1931 - Gazanfer Özcan, Turks acteur (overleden 2009)
- 1933 - Tony Bosković, Australisch voetbalscheidsrechter (overleden 2022)
- 1934 - Édith Cresson, Frans politica
- 1934 - George Follmer, Amerikaans autocoureur
- 1934 - Federico Mayor Zaragoza, Spaans wetenschapper, politicus, diplomaat en dichter (overleden 2024)
- 1935 - Vitaliano Agan, Filipijns politicus (overleden 2009)
- 1936 - Samuel Ting, Chinees-Amerikaans natuurkundige en Nobelprijswinnaar
- 1936 - Jozef Van Dalem, Belgisch atleet
- 1937 - Fred Åkerström, Zweeds zanger (overleden 1985)
- 1937 - David Yallop, Brits schrijver (overleden 2018)
- 1940 - James Cromwell, Amerikaans acteur
- 1940 - Harry Kümel, Belgisch filmregisseur
- 1940 - Hugh Porter, Brits wielrenner en verslaggever
- 1941 - Rudolf Geel, Nederlands auteur
- 1941 - Beatrice Tinsley, Nieuw-Zeelands astronome en kosmologe (overleden 1981)
- 1942 - Tasuku Honjo, Japans immunoloog en Nobelprijswinnaar
- 1943 - Piet Verkruijsse, Nederlands historisch letterkundige en boekhistoricus (overleden 2012)
- 1943 - Theo Verschueren, Belgisch wielrenner
- 1944 - Kevin Coyne, Brits zanger, auteur en schilder (overleden 2004)
- 1944 - Nick Mason, Brits muzikant en drummer
- 1945 - Jules Ajodhia, Surinaams politicus (overleden 2024)
- 1945 - Ivair Ferreira, Braziliaans voetballer (overleden 2024)
- 1946 - Mike Verdrengh, Belgisch presentator en medestichter van VTM
- 1947 - D.C. Lewis, Nederlands zanger (overleden 2000)
- 1948 - Sjef Hensgens, Nederlands atleet (overleden 2024)
- 1948 - Braz Paschoalin, Braziliaans politicus (overleden 2010)
- 1949 - Per Røntved, Deens voetballer (overleden 2023)
- 1949 - Galina Stepanskaja, Russisch langebaanschaatsster
- 1950 - Alex Norton, Schots acteur
- 1951 - Cees van der Knaap, Nederlands politicus
- 1952 - Asma Jahangir, Pakistaans juriste en mensenrechtenactiviste (overleden 2018)
- 1953 - Wilfried Reybrouck, Belgisch wielrenner
- 1954 - Karel De Gucht, Belgisch politicus
- 1954 - Hugo Villaverde, Argentijns voetballer (overleden 2024)
- 1955 - Tony Duchateau, Belgisch atleet
- 1955 - Walter Grootaers, Belgisch zanger en presentator
- 1956 - Kanak Dixit, Nepalees uitgever
- 1956 - Mimi Rogers, Amerikaans actrice
- 1957 - Janick Gers, Brits gitarist
- 1957 - Frank Miller, Amerikaans auteur en regisseur
- 1958 - Susanna Thompson, Amerikaans actrice
- 1961 - Zarganar, Myanmarees komiek, filmmaker en acteur
- 1962 - Paulo Roberto Curtis Costa (Paulo Roberto), Braziliaans voetballer
- 1963 - Patricia Goemaere, Belgisch actrice
- 1964 - Patrick van Deurzen, Nederlands componist
- 1964 - Bridget Fonda, Amerikaans actrice
- 1964 - Birgit Peter, Duits roeister
- 1965 - Alan Cumming, Schots acteur
- 1965 - Mike Newell, Engels voetballer
- 1966 - Stefan Hulman, Nederlands burgemeester
- 1966 - Tamlyn Tomita, Japans Amerikaans actrice
- 1967 - Marjet van Zuijlen, Nederlands politica
- 1968 - Frédéric Caudron, Belgisch biljarter
- 1969 - Peter Farazijn, Belgisch wielrenner
- 1969 - Patton Oswalt, Amerikaans acteur
- 1969 - Jeroen Piket, Nederlands schaker
- 1970 - Prins Carlos van Bourbon-Parma, zoon van prinses Irene
- 1971 - Andrej Alenitsjev, Russisch voetballer
- 1971 - Marianne Langkamp, Nederlands politica
- 1972 - Nathan Blake, Welsh voetballer
- 1972 - Aleksandr Lvov, Russisch autocoureur
- 1972 - Mark Owen, Engels zanger en songwriter
- 1973 - Yoshihide Muroya, Japans piloot
- 1973 - Pascal Jansen, Nederlands voetbaltrainer
- 1974 - Ole Einar Bjørndalen, Noors biatleet en langlaufer
- 1974 - Tim Harden, Amerikaans atleet
- 1976 - Xavier Estrada, Spaans voetbalscheidsrechter
- 1976 - Ahn Jung-hwan, Zuid-Koreaans voetballer
- 1976 - Zoriah Miller, Amerikaans fotograaf
- 1976 - Mathieu Segers, Nederlands historicus (overleden 2023)
- 1977 - Rowley Douglas, Brits stuurman bij het roeien
- 1977 - Jan Roos, Nederlands columnist en journalist
- 1978 - Jeroen Boelen, Nederlands wielrenner
- 1978 - Osbourne Moxey, Bahamaans atleet
- 1978 - Gustavo Munúa, Uruguayaans voetballer
- 1979 - Cyprien Richard, Frans alpineskiër
- 1980 - Eva Padberg, Duits supermodel, fotomodel en actrice
- 1980 - Marat Safin, Russisch tennisser
- 1981 - Ronald Breinburg, Nederlands-Arubaans voetballer
- 1981 - Alicia Molik, Australisch tennisster
- 1981 - Eric Neilson, Canadees skeletonracer
- 1982 - Tereje Wodajo, Ethiopisch atleet
- 1983 - Sergey Erenburg, Russisch-Israëlisch schaker
- 1983 - Paul Hession, Iers atleet
- 1983 - Lee Grant, Engels voetballer
- 1983 - Arnoud van Toor, Nederlands voetballer
- 1984 - Monique Angermüller, Duits langebaanschaatsster
- 1984 - Tino Martin, Nederlands volkszanger
- 1985 - Gerard Aafjes, Nederlands voetballer
- 1985 - Karim El Ahmadi, Nederlands-Marokkaans voetballer
- 1985 - Fatih Kantarçi, Belgisch voetballer
- 1985 - Dustley Mulder, Nederlands voetballer
- 1985 - Eric Radford, Canadees kunstschaatser
- 1985 - Floor van der Wal, Nederlands cabaretière (overleden 2011)
- 1986 - Robbert Maruanaya, Nederlands voetballer
- 1986 - Fabián Orellana, Chileens-Spaans voetballer
- 1987 - Andrea Consigli, Italiaans voetballer
- 1987 - Lily Donaldson, Brits model
- 1987 - Gilberto García Olarte, Colombiaans voetballer
- 1987 - Denis Gloesjakov, Russisch voetballer
- 1987 - Emrullah Güvenç, Belgisch voetballer
- 1987 - Anton Sjoenin, Russisch voetballer
- 1987 - Hannah Teter, Amerikaans snowboarder
- 1988 - Kerlon (Kerlon Moura Souza), Braziliaans voetballer
- 1988 - Domien Verschuuren, Nederlands radiomaker
- 1989 - Alberto Botía, Spaans voetballer
- 1989 - Dean Delannoit, Belgisch zanger
- 1989 - Hanne Hagary, Nederlands voetballer
- 1989 - Daisy Lowe, Brits model
- 1989 - Laurens Maldrie, Belgisch voetballer
- 1989 - Ricky van Wolfswinkel, Nederlands voetballer
- 1990 - Nicholas Bett, Keniaans atleet (overleden 2018)
- 1990 - Francesca Marsaglia, Italiaans alpineskiester
- 1990 - Christoph Moritz, Duits voetballer
- 1990 - Tess van der Zwet, Nederlandse chansonnière
- 1991 - Iván Barton, Salvadoraans voetbalscheidsrechter
- 1991 - Youri Loen, Nederlands voetballer
- 1991 - Markus Pommer, Duits autocoureur
- 1992 - Tio Ellinas, Cypriotisch autocoureur
- 1992 - Hamari Traoré, Malinees-Frans voetballer
- 1993 - Yaya Sanogo, Frans-Ivoriaans voetballer
- 1993 - Filip Zubčić, Kroatisch alpineskiër
- 1994 - Fatih Çiplak, Turks voetballer
- 1994 - Rani Khedira, Duits-Tunesisch voetballer
- 1994 - Alex Riberas, Spaans autocoureur
- 1994 - Jack Stephens, Engels voetballer
- 1995 - Harrison Reed, Engels voetballer
- 1996 - Esmee Visser, Nederlands langebaanschaatsster
- 1997 - Özgür Aktaş, Nederlands-Turks voetballer
- 1997 - Ko Itakura, Japans voetballer
- 1997 - Mark Spenkelink, Nederlands voetballer
- 1998 - Aleksandr Lomovitski, Russisch voetballer
- 1998 - Elise Vanderelst, Belgisch atlete
- 1999 - Sophie Cobussen, Nederlands voetbalster
- 1999 - Jelle Duin, Nederlands voetballer
- 1999 - Brent Gabriël, Belgisch voetballer
- 1999 - Lisa Post, Nederlands hockeyspeelster
- 2000 - Morgan Gibbs-White, Engels-Jamaicaans voetballer
- 2000 - Leonard Schoots, Nederlands acteur
- 2000 - Aurélien Tchouaméni, Frans-Kameroens voetballer
- 2001 - Thomas Ceccon, Italiaans zwemmer
- 2001 - Fan Zhengyi, Chinees snookerspeler
- 2003 - Nils De Wilde, Belgisch voetballer
- 2003 - Alonzo Engwanda, Belgisch voetballer
- 2004 - Quinn en Aaron Bezemer, Nederlands acteurs
- 2007 - Emma Felbermayr, Oostenrijks autocoureur

## Overleden

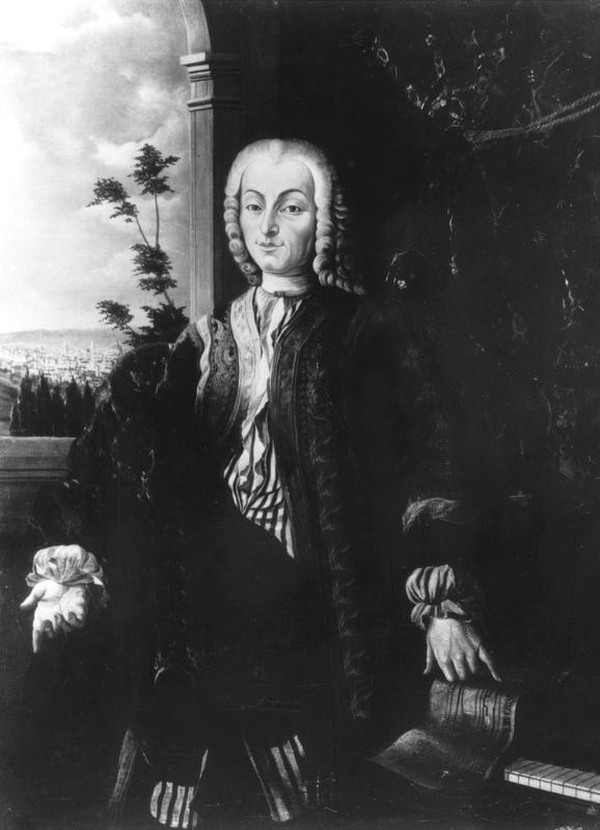
Bartolomeo Cristifori,
overleden in 1731

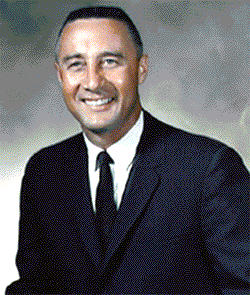
Virgil Grissom,
overleden in 1967

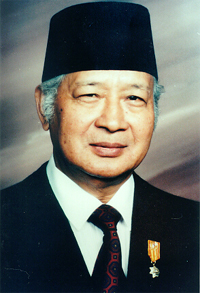
Muhammad Soeharto,
overleden in 2008

- 672 - Vitalianus, paus van de Katholieke Kerk
- 1540 - Angela Merici (65), Italiaans heilige, stichteres van de Ursulinen
- 1625 - Adriaen Valerius (49?), Nederlands schrijver van geuzenliederen
- 1651 - Abraham Bloemaert (86), Nederlands kunstschilder
- 1699 - William Temple (70), Engels diplomaat en essayist
- 1731 - Bartolomeo Cristofori (75), Italiaans muziekinstrumentenbouwer
- 1763 - Johan Theodoor van Beieren (59), kardinaal, prins-bisschop van Luik
- 1800 - Costillares (70), Spaans torero
- 1811 - Jean-Baptiste Huet (65), Frans kunstschilder
- 1851 - John James Audubon (65), Amerikaans schrijver, woudloper, natuuronderzoeker en kunstschilder
- 1858 - De Schoolmeester (Gerrit van der Linde) (49), Nederlands dichter
- 1867 - Félix van den Branden de Reeth (57), Belgisch politicus
- 1875 - Henry Willey Reveley (circa 86), Brits civiel ingenieur die West-Australiës eerste publieke gebouwen ontwierp
- 1901 - Giuseppe Verdi (87), Italiaans componist
- 1906 - Frederik Willem Jacob van Aylva van Pallandt (79), Nederlands politicus
- 1920 - Vally Heyerdahl (60), Noors componiste/pianiste
- 1940 - Isaak Babel (45), Russisch auteur
- 1941 - Helena Christina van de Pavord Smits (73), Nederlands botanisch illustrator
- 1942 - Jan Jongebreur (38), Nederlands verzetsstrijder
- 1951 - Andrew Gibb Maitland (86), Brits-Australisch geoloog
- 1951 - Pierre van Ierssel (44), Nederlands schilder, tekenaar en illustrator
- 1965 - Theo Uden Masman (63), Nederlands musicus, oprichter van The Ramblers
- 1967 - Roger Chaffee (31), Amerikaans ruimtevaarder
- 1967 - Virgil Grissom (40), Amerikaans ruimtevaarder
- 1967 - Edward White (36), Amerikaans ruimtevaarder
- 1971 - Jacobo Arbenz Guzmán (57), Guatemalteeks president
- 1972 - Mahalia Jackson (60), Amerikaans gospelzangeres
- 1974 - Leo Geyr von Schweppenburg (87), Duits generaal
- 1979 - Ramón José Castellano (75), Argentijns aartsbisschop
- 1979 - Joseph Wiersma (69), Nederlands verzetsstrijder in de Tweede Wereldoorlog
- 1982 - Félix Labisse (76), Frans kunstschilder
- 1982 - Pleun van Leenen (81), Nederlands langeafstandsloper
- 1983 - Georges Bidault (83), Frans interim-staatshoofd en minister-president
- 1983 - Louis de Funès (68), Frans acteur
- 1985 - Willem Cobben (87), Nederlands bisschop van Helsinki
- 1986 - Lilli Palmer (72), Duits actrice
- 1986 - Louis van Son (63), Nederlands politicus
- 1987 - Marc Mijlemans (28), Belgisch journalist
- 1990 - Spider Webb (79), Amerikaans autocoureur
- 1993 - André the Giant (46), Frans-Amerikaans worstelaar en acteur
- 2001 - Pim Boellaard (97), Nederlands militair en verzetsstrijder
- 2001 - Kees Brouwer (81), Nederlands verzetsstrijder
- 2001 - Joop Daniëls (69), Nederlands voetballer
- 2001 - Marie José (94), laatste koningin van Italië
- 2001 - Johannes Verkuyl (93), Nederlands zendingspredikant
- 2002 - John James (87), Brits autocoureur
- 2004 - Harry Verbeke (81), Nederlands tenor-saxofonist
- 2005 - Aurélie Nemours (94), Frans kunstschilderes
- 2006 - Lucien Hanswijk (76), Belgisch atleet
- 2006 - Gene McFadden (56), Amerikaans singer-songwriter en muziekproducent
- 2006 - Johannes Rau (75), Duits bondspresident
- 2007 - Herbert Reinecker (92), Duits journalist en (scenario)schrijver
- 2007 - Yang Chuan-kwang (73), Taiwanees atleet
- 2008 - Gordon Hinckley (97), Amerikaans geestelijke
- 2008 - Walter Luyten (73), Belgisch historicus en politicus
- 2008 - Soeharto (86), Indonesisch generaal en president (1967-1998)
- 2009 - John Updike (76), Amerikaans schrijver
- 2009 - Ramaswamy Venkataraman (98), Indiaas president
- 2010 - Lee Archer (90), Amerikaans piloot vanaf de Tweede Wereldoorlog
- 2010 - Shirley Collie (78), Amerikaans countryzangeres
- 2010 - Marian Grześczak (75), Pools dichter
- 2010 - Zelda Rubinstein (76), Amerikaans actrice
- 2010 - J.D. Salinger (91), Amerikaans auteur
- 2010 - Ajmer Singh (69), Indiaas atleet
- 2010 - Howard Zinn (87), Amerikaans historicus
- 2011 - Mārtiņš Freimanis (33), Lets zanger, componist, acteur en tv-persoonlijkheid
- 2011 - Frans Vorstman (88), Nederlands acteur
- 2013 - Phạm Duy (91), Vietnamees componist
- 2013 - Fabiola (66), Duits-Nederlands performancekunstenaar
- 2014 - Edmond Classen (75), Nederlands acteur
- 2014 - Leen Jansen (83), Nederlands bokser
- 2014 - Pete Seeger (94), Amerikaans folkmusicus
- 2015 - Wilfred Agbonavbare (48), Nigeriaans voetballer
- 2015 - Henk Faanhof (92), Nederlands wielrenner
- 2015 - Charles Townes (99), Amerikaans natuurkundige
- 2016 - Wim Coremans (77), Belgisch voetballer
- 2016 - Carlos Loyzaga (85), Filipijns basketbalspeler en -coach
- 2017 - Wim Anderiesen jr. (85), Nederlands voetballer
- 2017 - Éléonore Hirt (97), Frans actrice
- 2017 - Emmanuelle Riva (89), Frans actrice
- 2017 - Aleksandr Tichanovitsj (64), Wit-Russisch zanger
- 2018 - Frederik van der Blij (94), Nederlandse wiskundige
- 2018 - Ingvar Kamprad (91), Zweeds ondernemer, oprichter IKEA
- 2018 - Maryo de los Reyes (65), Filipijns filmregisseur
- 2018 - Tadashi Sawashima (91), Japans regisseur
- 2018 - Mort Walker (94), Amerikaans striptekenaar
- 2019 - Erica Yohn (90), Amerikaans actrice
- 2021 - Adrián Campos (60), Spaans autocoureur
- 2022 - Georg Christoph Biller (66), Duits dirigent
- 2022 - Mark Levine (83), Amerikaans jazzpianist, -trombonist, -componist, auteur en pedagoog
- 2022 - Woody Mann (69), Amerikaans jazz- en bluesgitarist
- 2022 - Max Moszkowicz sr. (95), Nederlands advocaat
- 2022 - Charanjit Singh (90), Indiaas hockeyer
- 2023 - Michail Moestygin (85), Russisch voetballer
- 2023 - Ghislaine Pierie (53), Nederlands actrice en regisseuse
- 2025 - Guy Delhasse (91), Belgisch voetballer

## Viering/herdenking

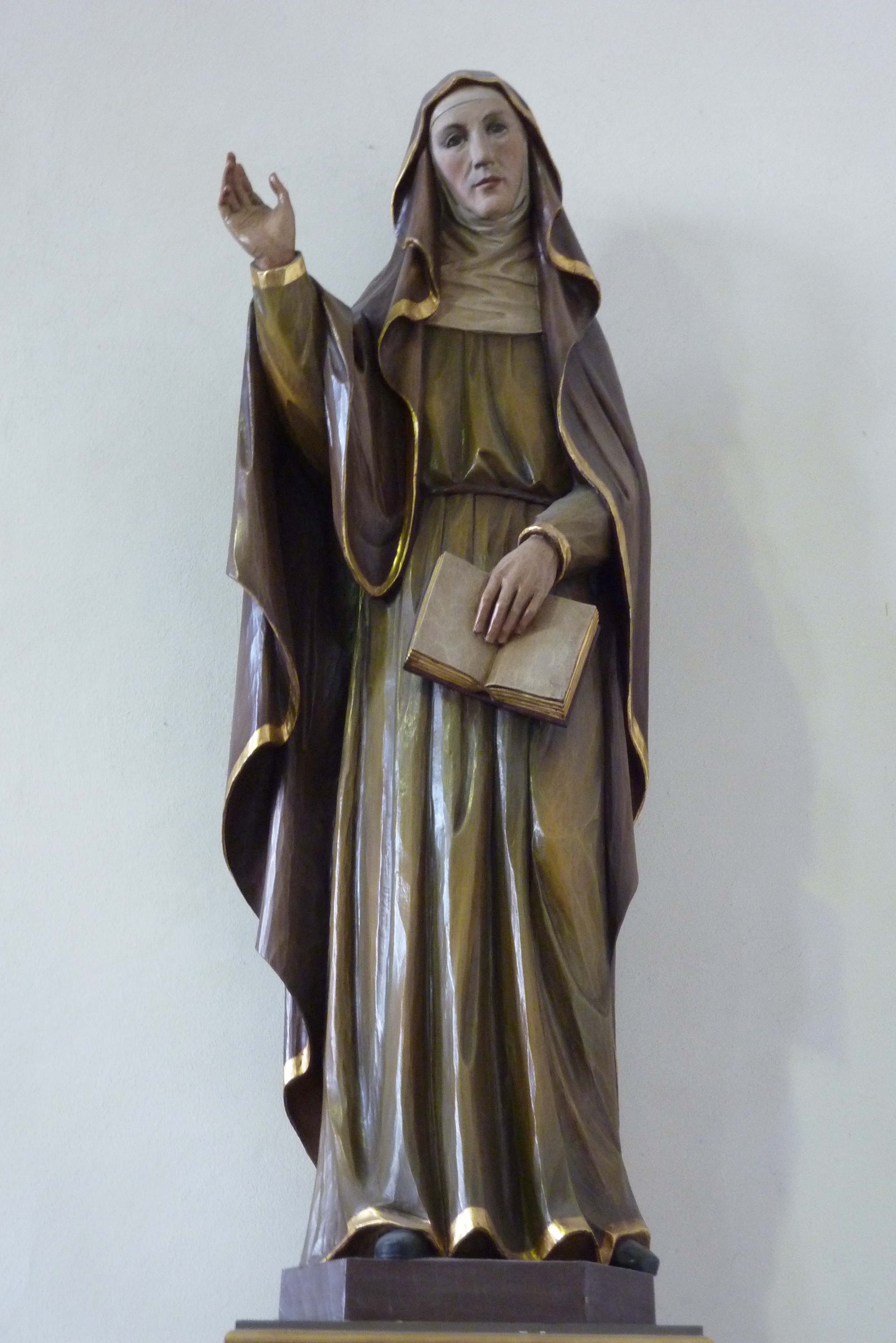
H. Angela Merici

- Internationale Herdenkingsdag voor de Holocaust - gedenkdag voor de slachtoffers van het nationaalsocialisme
- Auschwitzherdenking
- Mozart dag
- Rooms-katholieke kalender:
  - Heilige Angela Merici († 1540), stichteres van de Ursulinen - Vrije Gedachtenis
  - Heilige Juliaan (van Le Mans) († 3e eeuw)
  - Heilige Theodorik (van Orléans) († 1022)
  - Heilige Kandida (van Bañoles) († 798)
  - Heilige Devota (van Ajaccio) († c.303)
  - Heilige Guihen van Dol († 1077)
  - Zalige Johannes van Waasten († 1130) - Gedachtenis (in Bisdom Brugge)
  - Zalige Paul Josef Nardini († 1862)
- Oosters-orthodoxe kerken en de oosters-katholieke kerken:
  - Heilige Johannes Chrysostomus († 407), aartsbisschop van Constantinopel, kerkvader en kerkleraar

## Weerextremen

### Nederland
| | Officiële records | Officiële records | Officiële records |      | Landelijke records | Landelijke records | Landelijke records         |
| Gebeurtenis | Jaar              | Extreem           | Locatie           | Jaar | Extreem            | Locatie            |                            |
| --- | ----------------- | ----------------- | ----------------- | ---- | ------------------ | ------------------ | -------------------------- |
| Laagste etmaalgemiddelde temperatuur (°C) | 1942              | −14,5             | De Bilt           |      | 1942               | −14,5              | De Bilt                    |
| Hoogste etmaalgemiddelde temperatuur (°C) | 2016              | 10,9              | De Bilt           |      | 1983 2002          | 11,4               | Volkel Westdorpe           |
| Laagste minimumtemperatuur (°C) | 1942              | −24,7             | De Bilt           |      | 1942               | −24,7              | De Bilt                    |
| Hoogste minimumtemperatuur (°C) | 1983              | 9,2               | De Bilt           |      | 1983               | 10,3               | Volkel                     |
| Laagste maximumtemperatuur (°C) | 1942              | −5,0              | De Bilt           |      | 1942               | −7,9               | Eelde                      |
| Hoogste maximumtemperatuur (°C) | 1983, 2016        | 12,4              | De Bilt           |      | 1983               | 13,9               | Schiphol                   |
| Hoogste uurgemiddelde windsnelheid (m/s) | 1994              | 12,3              | De Bilt           |      | 1975               | 22,6               | Cadzand                    |
| Hoogste windstoot (m/s) | 1957              | 32,9              | De Bilt           |      | 1994               | 35,0               | Vlissingen                 |
| Langste zonneschijnduur (uur) | 1963              | 7,9               | De Bilt           |      | 1963               | 8,1                | Gilze-Rijen                |
| Langste neerslagduur (uur) | 1977              | 11,0              | De Bilt           |      | 1975               | 15,0               | Rotterdam                  |
| Hoogste etmaalsom van de neerslag (mm) | 1977              | 19,8              | De Bilt           |      | 1994               | 21,9               | Deelen                     |
| Laagste etmaalgemiddelde relatieve vochtigheid (%) | 1954              | 57                | De Bilt           |      | 1941               | 50                 | Eelde                      |
| Laagste uurwaarde luchtdruk op zeeniveau (hPa) | 2019              | 983,0             | De Bilt           |      | 1972 2019          | 979,5              | De Kooy Hoorn Terschelling |
| Hoogste uurwaarde luchtdruk op zeeniveau (hPa) | 1932              | 1049,2            | De Bilt           |      | 1932               | 1050,3             | De Kooy                    |
| Officiële records worden altijd gemeten op het KNMI-weerstation in De Bilt. Landelijke records kunnen worden gemeten op elk officieel KNMI-weerstation in Nederland. |                   |                   |                   |      |                    |                    |                            |

Uitzonderlijke gebeurtenissen
- 1910 - Officieel laagste minimumtemperatuur in °C van het jaar gemeten in De Bilt: −7,8
- 1942 - Officieel maandrecord laagste etmaalgemiddelde temperatuur in °C van januari gemeten in De Bilt: −14,5. Samen met 26 januari 1942
- 1942 - Officieel laagste minimumtemperatuur in °C van het jaar gemeten in De Bilt: −24,7
- 1942 - Officieel maandrecord laagste minimumtemperatuur in °C van januari gemeten in De Bilt: −24,7
- 1942 - Landelijk maandrecord laagste minimumtemperatuur in °C van januari gemeten in De Bilt: −24,7[11]
- 1942 - In Winterswijk (Gelderland) wordt op een inmiddels opgeheven weerstation een record minimumtemperatuur van −27,4 °C gemeten[11]
- 2010 - Officieel laagste minimumtemperatuur in °C van het jaar gemeten in De Bilt: −11,1. Samen met 20 december
- 2024 - Officieel langste zonneschijnduur in uren van januari dit jaar gemeten in De Bilt: 7,6 (voorlopig)
- 2024 - Officieel hoogste uurwaarde luchtdruk op zeeniveau in hPa van het jaar gemeten in De Bilt: 1035,9 (voorlopig)
- 2024 - Officieel hoogste uurwaarde luchtdruk op zeeniveau in hPa van januari dit jaar gemeten in De Bilt: 1035,9 (voorlopig)

### België
Dagrecords
- 1942 - Laagste etmaalgemiddelde temperatuur −9,6 °C
- 2002 - Hoogste etmaalgemiddelde temperatuur 11,2 °C
- 1942 - Laagste minimumtemperatuur −17,2 °C
- 2002 - Hoogste maximumtemperatuur 12,2 °C
- 2002 - Hoogste etmaalsom van de neerslag 24 mm

Uitzonderlijke gebeurtenissen
- 1932 - Luchtdruk 1048 hPa in Ukkel (hoogste waarde van de eeuw).
- 1942 - Minimumtemperatuur tot −23,2 °C in Gerdingen (Bree) en −24,3 °C in Wardin (Bastogne).
- 1952 - 28 cm sneeuw in Koksijde.
- 1994 - Windstoten bereiken snelheden tot 130 km/h in Koksijde.
- 2002 - Overstromingen in de provincies Oost- en West-Vlaanderen, Antwerpen, Limburg, Namen en Luik door regenval.
- 2014 - In Ukkel valt een mengeling van regen en sneeuw.

<< · 1 · 2 · 3 · 4 · 5 · 6 · 7 · 8 · 9 · 10 · 11 · 12 · 13 · 14 · 15 · 16 · 17 · 18 · 19 · 20 · 21 · 22 · 23 · 24 · 25 · 26 · 27 · 28 · 29 · 30 · 31 · >>